# 科伊泰雷湖 (土卫六)
科伊泰雷湖（Koitere Lacus）是在土星最大的卫星土卫六上发现的众多碳氢化合物湖之一，由液体甲烷和乙烷构成并被太空探测器卡西尼号探测到。
该湖泊位于土卫六上北纬79.4度西经坐标36.14度 在靠近北极的地区，集中了土卫六上大部分的湖泊。该湖长68公里并以芬兰科伊特雷湖所命名。